# Château de Berckt
Le château de Berckt est un château situé dans le village de Kessel, dépendant de la commune de Peel en Maas aux Pays-Bas.